# Центральный район (Сочи)
Центра́льный райо́н — один из четырёх внутригородских районов города Сочи, расположенного в Краснодарском крае России.

## География

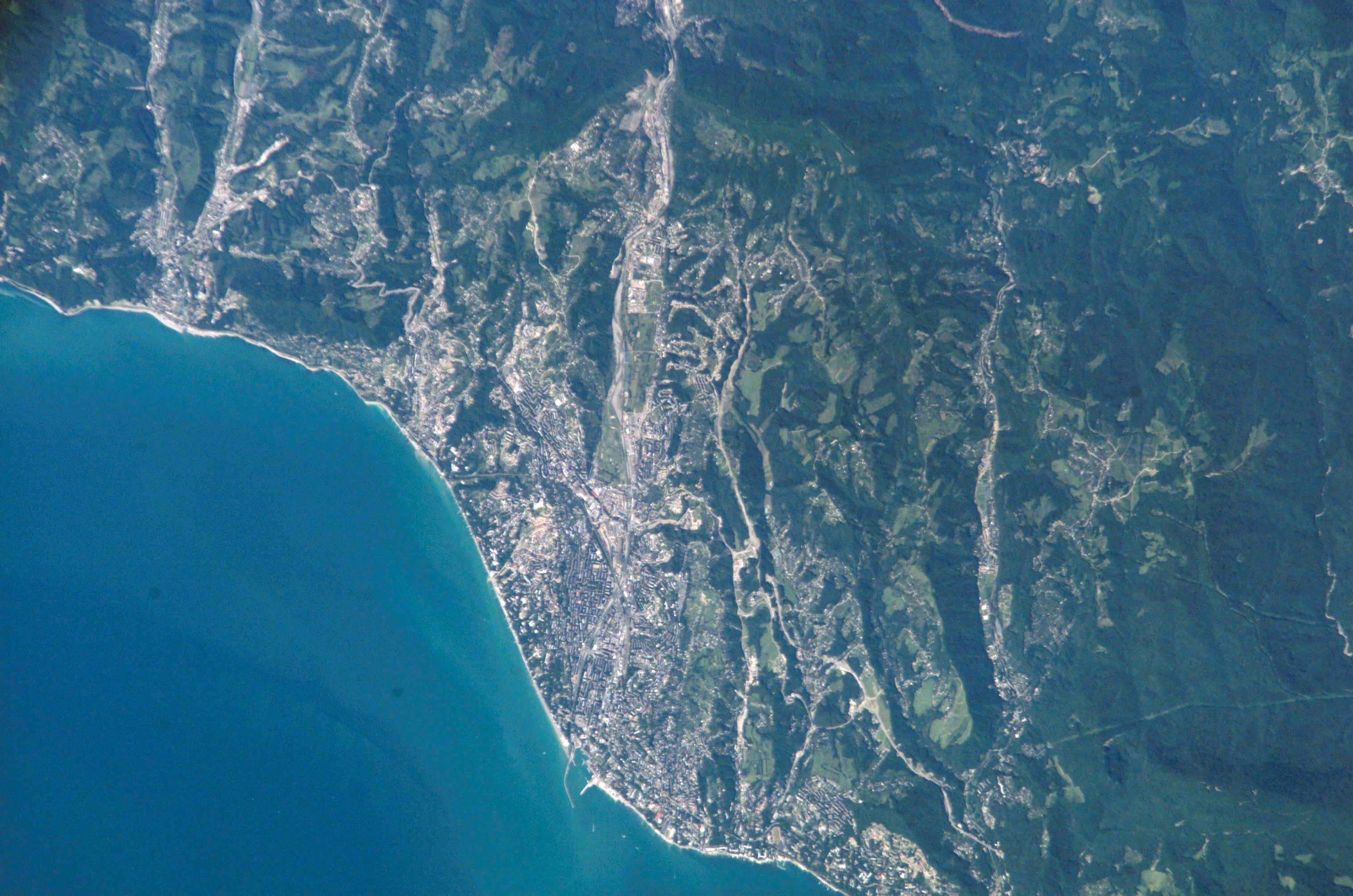
Центральный район из космоса

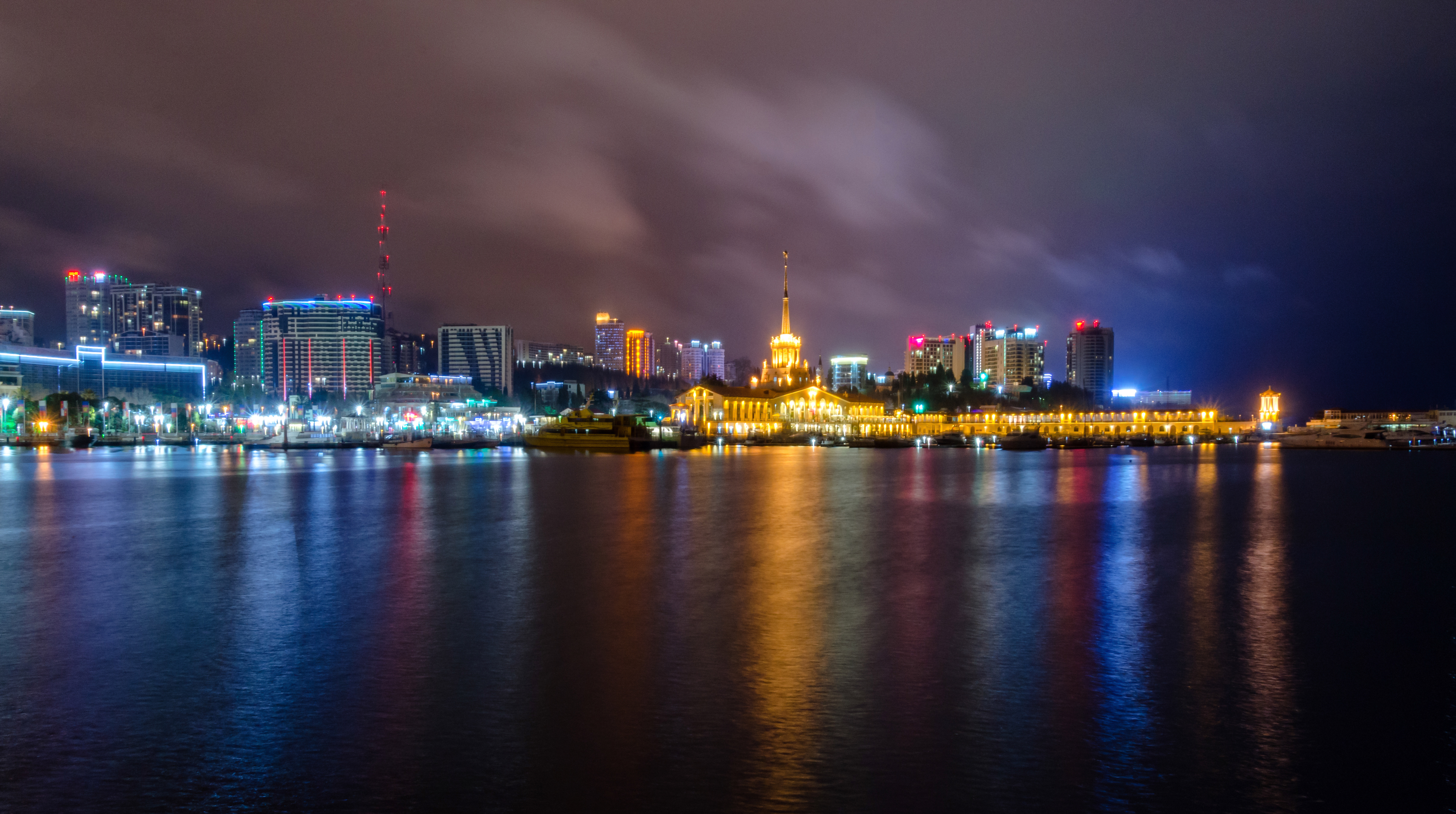
Прибрежная зона Центрального района

Район расположен между Мамайским перевалом и рекой Верещагинка. Представляет собой непосредственно сам исторический Сочи, за исключением южной части старого города (Верещагинская Сторона), относящейся к Хостинскому району. Граничит с Хостинским и Лазаревским районами. Особенность района в том, что он не имеет в своём подчинении земель за пределами городской черты. Территория — 30,37 км².

## История
Центральный район был образован 10 февраля 1961 года, как историческая часть города, в связи с расширением городской черты Сочи и присоединения к нему Адлерского и Лазаревского районов.

## Население
| 1959     | 1970     | 1979     | 1989     | 2002     | 2009     |
| -------- | -------- | -------- | -------- | -------- | -------- |
| 81 912   | ↗100 011 | ↗121 300 | ↗137 968 | ↘133 935 | ↗134 227 |
| 2010     | 2012     | 2013     | 2014     | 2015     | 2016     |
| ↗137 677 | ↗142 659 | ↗145 694 | ↗151 765 | ↘146 460 | ↗152 597 |
| 2017     | 2018     | 2019     | 2020     | 2021     | 2023     |
| ↗158 748 | ↗166 059 | ↗175 917 | ↗178 800 | ↗232 033 | ↗235 213 |

В 1959 году современный Центральный район г. Сочи соответствовал собственно городу Сочи с 81 912 жителями без Хостинского района (с ним Сочинский горсовет в 1959 году населяло 95 234 человека).

## Состав района

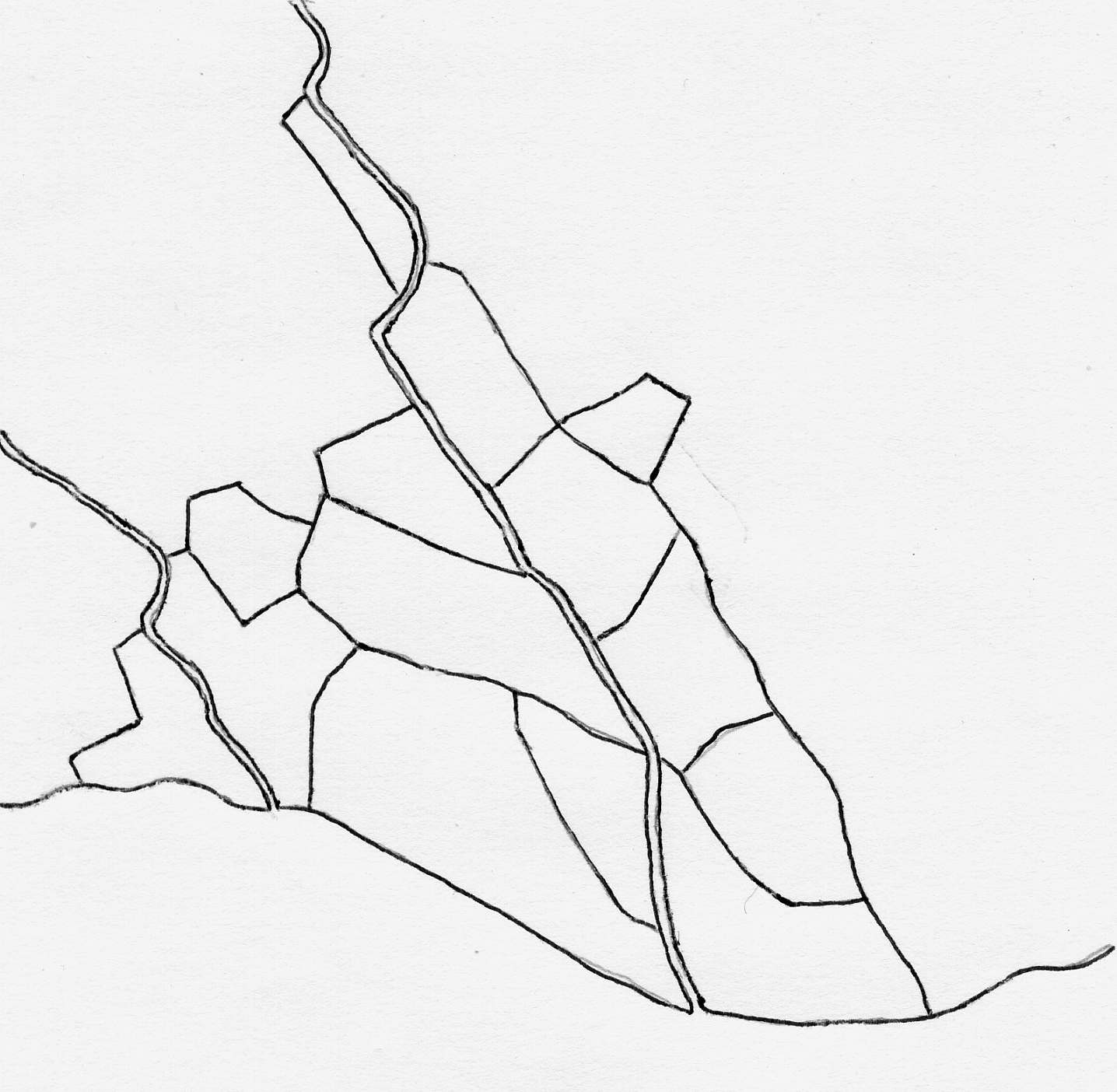
Микрорайоны в составе Центрального района

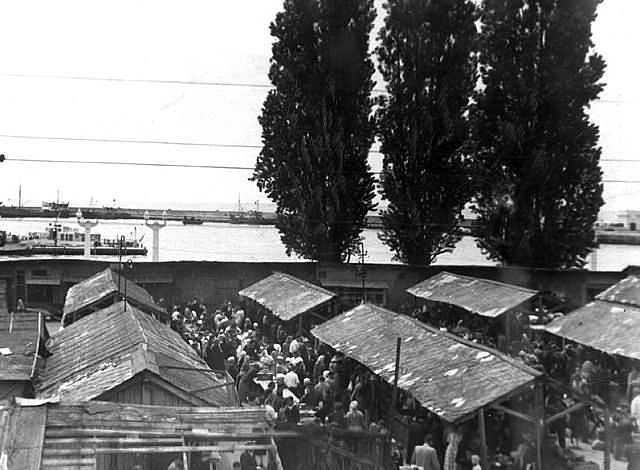
Новый базар в Сочи. 1930-е

В состав района входят 12 микрорайонов:
- Больничный Городок
- Верхняя Мамайка
- Вишнёвая
- Гагарина
- Донская
- Завокзальный
- Заречный
- Мамайка
- Новый Сочи
- Пасечная
- Труда
- Центральный

## Инфраструктура

### Транспорт
- Сочи (станция)
- Сочинский морской торговый порт

### Торговые центры
- ТРЦ «Моремолл»
- Торговая галерея (Сочи)
- ТРЦ «Олимп»
- ТДЦ «Александрия»

### Крупнейшие центры здравоохранения
- Городская больница № 4 (Сочи)

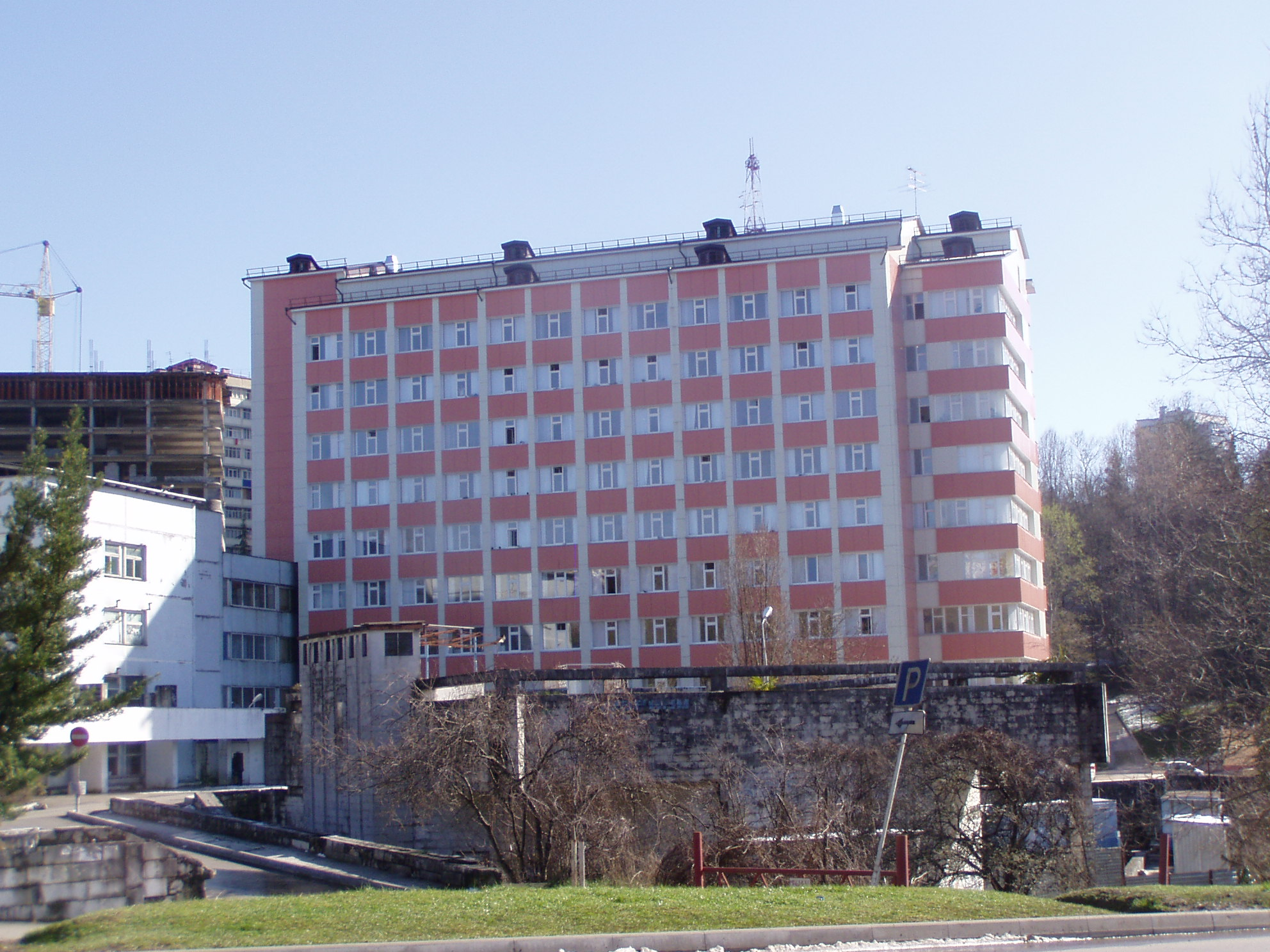
Кардиологическое отделение Городской больницы № 4

- Сочинский кожно-венерологический диспансер
- Противотуберкулёзный диспансер № 1 (Сочи)
- Сочинский наркологический диспансер
- Сочинский онкологический диспансер
- Центр охраны материнства и детства города Сочи

### ВУЗы
- Сочинский государственный университет
- Российский международный олимпийский университет
- Черноморская гуманитарная академия
- Сочинский морской институт
- Институт моды, бизнеса и права (Сочи)
- Российский государственный социальный университет (филиал)
- Всероссийский государственный университет юстиции (филиал)

## Гостиничный бизнес
- Маринс Парк Отель
- Гостиница «Москва»
- Hyatt Regency Sochi
- Hotel Pullman Sochi Centre
- Mercure Сочи Центр

## Главы района
- Савин, Иван Леонидович
- Павленко, Сергей Владимирович
- Терещенко, Андрей Викторович
- Белозёров, Александр Иванович
- Казанкова, Инна Анатольевна

## Города-побратимы
- - Челтенхем, Великобритания (с 1959 года)
  - Ментон, Франция (с 1966 года)
  - Римини, Италия (с 1977 года)
  - Эспоо, Финляндия (с 1989 года)
  - Лонг-Бич, Калифорния, США (с 1990 года)
  - Трабзон, Турция (с 1991 года[)
  - Пярну, Эстония (с 1994 года)
  - Вэйхай, Китай (с 1996 года)
  - Баден-Баден, Германия (с 2013 года)
  - Нагато (Япония) (c 28 сентября 2018 года)  Источник: https://sochi.ru/gorod/vnesh-svyazi/goroda-pobratimy/